# ATP de Munique
O ATP de Munique – ou BMW Open, atualmente – é um torneio de tênis profissional masculino, de nível ATP 500.
Realizado em Munique, no sudeste da Alemanha, remonta desde o fim do século XX. Os jogos são disputados em quadras de saibro durante o mês de abril.
Geralmente parte da categoria mais baixa da ATP, foi promovido a ATP 500 em 2025. Para isso, Lyon precisou ser extinto para que os recursos pudessem ser fundidos com o evento alemão.

## Finais

### Simples
| Ano                                                         | Campeão                | Vice-campeão            | Resultado          |
| ----------------------------------------------------------- | ---------------------- | ----------------------- | ------------------ |
| 2025                                                        | Alexander Zverev       | Ben Shelton             | 6-2, 6–4           |
| 2024                                                        | Jan-Lennard Struff     | Taylor Fritz            | 7–5, 6–3           |
| 2023                                                        | Holger Rune            | Botic van de Zandschulp | 6–4, 1–6, 7–63     |
| 2022                                                        | Holger Rune            | Botic van de Zandschulp | 4–3, ab.           |
| 2021                                                        | Nikoloz Basilashvili   | Jan-Lennard Struff      | 6–4, 7–65          |
| Torneio não realizado em 2020 devido à pandemia de COVID-19 |                        |                         |                    |
| 2019                                                        | Cristian Garín         | Matteo Berrettini       | 6–1, 3–6, 7–61     |
| 2018                                                        | Alexander Zverev       | Philipp Kohlschreiber   | 6–3, 6–3           |
| 2017                                                        | Alexander Zverev       | Guido Pella             | 6–4, 6–3           |
| 2016                                                        | Philipp Kohlschreiber  | Dominic Thiem           | 7–67, 4–6, 7–64    |
| 2015                                                        | Andy Murray            | Philipp Kohlschreiber   | 7–64, 5–7, 7–64    |
| 2014                                                        | Martin Kližan          | Fabio Fognini           | 2–6, 6–1, 6–2      |
| 2013                                                        | Tommy Haas             | Philipp Kohlschreiber   | 6–3, 7–63          |
| 2012                                                        | Philipp Kohlschreiber  | Marin Čilić             | 7–68, 6–3          |
| 2011                                                        | Nikolay Davydenko      | Florian Mayer           | 6–3, 3–6, 6–1      |
| 2010                                                        | Mikhail Youzhny        | Marin Čilić             | 6–3, 4–6, 6–4      |
| 2009                                                        | Tomas Berdych          | Mikhail Youzhny         | 6–4, 4–6, 7–65     |
| 2008                                                        | Fernando González      | Simone Bolelli          | 7–64, 46–7, 6–3    |
| 2007                                                        | Philipp Kohlschreiber  | Mikhail Youzhny         | 2–6, 6–3, 6–4      |
| 2006                                                        | Olivier Rochus         | Kristof Vliegen         | 6–4, 6–2           |
| 2005                                                        | David Nalbandian       | Andrei Pavel            | 6–4, 6–1           |
| 2004                                                        | Nikolay Davydenko      | Martin Verkerk          | 6–4, 7–5           |
| 2003                                                        | Roger Federer          | Jarkko Nieminen         | 6–1, 6–4           |
| 2002                                                        | Younes El Aynaoui      | Rainer Schüttler        | 6–4, 6–4           |
| 2001                                                        | Jiří Novák             | Anthony Dupuis          | 6–4, 7–5           |
| 2000                                                        | Franco Squillari       | Tommy Haas              | 6–4, 6–4           |
| 1999                                                        | Franco Squillari       | Andrei Pavel            | 6–4, 6–3           |
| 1998                                                        | Thomas Enqvist         | Andre Agassi            | 46–7, 7–66, 6–4    |
| 1997                                                        | Mark Philippoussis     | Àlex Corretja           | 7–63, 1–6, 6–4     |
| 1996                                                        | Slava Dosedel          | Carlos Moyà             | 6–4, 4–6, 6–3      |
| 1995                                                        | Wayne Ferreira         | Michael Stich           | 7–5, 7–66          |
| 1994                                                        | Michael Stich          | Petr Korda              | 6–2, 2–6, 6–3      |
| 1993                                                        | Ivan Lendl             | Michael Stich           | 7–62, 6–3          |
| 1992                                                        | Magnus Larsson         | Petr Korda              | 6–4, 4–6, 6–1      |
| 1991                                                        | Magnus Gustafsson      | Guillermo Pérez-Roldán  | 3–6, 6–3, 4–3, ab. |
| 1990                                                        | Karel Nováček          | Thomas Muster           | 6–4, 6–2           |
| 1989                                                        | Andrei Chesnokov       | Martin Strelba          | 5–7, 7–6, 6–2      |
| 1988                                                        | Guillermo Pérez-Roldán | Jonas Svensson          | 7–5, 6–3           |
| 1987                                                        | Guillermo Pérez-Roldán | Marián Vajda            | 6–3, 7–6           |
| 1986                                                        | Emilio Sánchez         | Ricki Osterthun         | 6–1, 6–3           |
| 1985                                                        | Joakim Nyström         | Hans Schwaier           | 6–1, 6–0           |
| 1984                                                        | Libor Pimek            | Gene Mayer              | 6–4, 4–6, 7–6, 6–4 |

| 1983                          | Tomáš Šmíd            | Joakim Nyström            | 6–0, 6–3, 4–6, 2–6, 7–5   |
| 1982                          | Gene Mayer            | Peter Elter               | 3–6, 6–3, 6–2, 6–1        |
| 1981                          | Chris Lewis           | Christophe Roger-Vasselin | 4–6, 6–2, 2–6, 6–1, 6–1   |
| 1980                          | Rolf Gehring          | Christophe Freyss         | 6–2, 0–6, 6–2, 6–2        |
| 1979                          | Manuel Orantes        | Wojtek Fibak              | 6–3, 6–2, 6–4             |
| 1978                          | Guillermo Vilas       | Buster Mottram            | 6–1, 6–3, 6–3             |
| 1977                          | Željko Franulović     | Víctor Pecci              | 6–1, 6–1, 6–7, 7–5        |
| 1976                          | Manuel Orantes        | Karl Meiler               | 6–1, 6–4, 6–1             |
| 1975                          | Guillermo Vilas       | Karl Meiler               | 2–6, 6–0, 6–2, 6–3        |
| 1974                          | Jürgen Fassbender     | François Jauffret         | 6–2, 5–7, 6–1, 6–4        |
| 1973                          | Sandy Mayer           | Harald Elschenbroich      | 6–4, 6–3, 6–3             |
| Torneio não realizado em 1972 |                       |                           |                           |
| 1971                          | Juan Gisbert          | Peter Szöke               | 6–2, 6–4, 6–4             |
| 1970                          | Ion Ţiriac            | Nikola Pilic              | 2–6, 9–7, 6–3, 6–4        |
| 1969                          | Bob Hewitt            | Christian Kuhnke          | 6–4, 3–6, 6–2, 6–2        |
| 1968                          | Martin Mulligan       | Ion Ţiriac                | 6–3, 3–6, 6–4, 6–4        |
| 1967                          | Martin Mulligan       | Wilhelm Bungert           | 6–4, 3–6, 6–4, 6–4        |
| 1966                          | Istvan Gulyas         | Wilhelm Bungert           | 6–4, 4–6, 8–6, 9–7        |
| 1965                          | Christian Kuhnke      | Ingo Buding               | 6–4, 6–1, 6–3             |
| 1964                          | Manuel Santana        | Bob Hewitt                | 6–2, 6–3, 11–9            |
| 1963                          | Patricio Rodrigues    | Nikola Pilić              | 1–6, 4–6, 7–5, 9–7, 6–2   |
| 1962                          | José Edison Mandarino | Manuel Santana            | 1–6, 6–3, 6–2, 6–4        |
| 1961                          | Roy Emerson           | Bob Hewitt                | 6–2, 6–3, 6–2             |
| 1960                          | Don Candy             | Jan-Erik Lundqvist        | 5–7, 6–3, 6–0, 3–6, 6–2   |
| 1959                          | Bob Hewitt            | Pierre Darmon             | 6–3, 6–3, 8–6             |
| 1958                          | Orlando Sirola        | Luis Ayala                | 3–6, 7–5, 1–6, 11–9, 6–4  |
| 1957                          | Mervyn Rose           | Budge Patty               | 5–7, 12–10, 5–7, 6–2, 6–4 |
| 1956                          | Budge Patty           | Lew Hoad                  | 1–6, 0–6, 6–2, 7–5, 6–4   |
| 1955                          | Budge Patty           | Art Larsen                | 6–3, 6–3, 6–3             |
| 1954                          | Budge Patty           | Hugh Stewart              | 6–4, 6–2, 6–4             |
| 1953                          | Jaroslav Drobný       | Armando Vieira            | 6–3, 6–1, 6–3             |
| Torneio não realizado em 1952 |                       |                           |                           |
| 1951                          | Rolando Del Bello     | Roderich Menzel           | 6–2, 1–6, 7–5, 6–2        |
| 1950                          | Gottfried von Cramm   | Jan Dostál                | 6–4, 6–4, 6–1             |
| 1949                          | Gottfried von Cramm   | Ernst Buchholz            | 3–6, 7–5, 6–1, 6–0        |

### Duplas
| Ano                                                         | Campeões                              | Vice-campeões                         | Resultado               |
| ----------------------------------------------------------- | ------------------------------------- | ------------------------------------- | ----------------------- |
| 2024                                                        | Yuki Bhambri Albano Olivetti          | Andreas Mies Jan-Lennard Struff       | 7–66, 7–65              |
| 2023                                                        | Alexander Erler Lucas Miedler         | Kevin Krawietz Tim Pütz               | 6–3, 6–4                |
| 2022                                                        | Kevin Krawietz Andreas Mies           | Rafael Matos David Vega Hernández     | 4–6, 6–4, [10–7]        |
| 2021                                                        | Wesley Koolhof Kevin Krawietz         | Sander Gillé Joran Vliegen            | 4–6, 6–4, [10–5]        |
| Torneio não realizado em 2020 devido à pandemia de COVID-19 |                                       |                                       |                         |
| 2019                                                        | Frederik Nielsen Tim Pütz             | Marcelo Demoliner Divij Sharan        | 6–4, 6–2                |
| 2018                                                        | Ivan Dodig Rajeev Ram                 | Nikola Mektić Alexander Peya          | 6–3, 7–5                |
| 2017                                                        | Juan Sebastián Cabal Robert Farah     | Jérémy Chardy Fabrice Martin          | 6–3, 6–3                |
| 2016                                                        | Henri Kontinen John Peers             | Juan Sebastián Cabal Robert Farah     | 6–3, 3–6, [10–7]        |
| 2015                                                        | Alexander Peya Bruno Soares           | Alexander Zverev Mischa Zverev        | 4–6, 6–1, [10–5]        |
| 2014                                                        | Jamie Murray John Peers               | Colin Fleming Ross Hutchins           | 6–4, 6–2                |
| 2013                                                        | Jarkko Nieminen Dmitry Tursunov       | Marcos Baghdatis Eric Butorac         | 6–1, 6–4                |
| 2012                                                        | František Čermák Filip Polášek        | Xavier Malisse Dick Norman            | 6–4, 7–5                |
| 2011                                                        | Simone Bolelli Horacio Zeballos       | Andreas Beck Christopher Kas          | 7–63, 6–4               |
| 2010                                                        | Oliver Marach Santiago Ventura        | Eric Butorac Michael Kohlmann         | 5–7, 6–3, [16–14]       |
| 2009                                                        | Jan Hernych Ivo Minář                 | Ashley Fisher Jordan Kerr             | 6–4, 6–4                |
| 2008                                                        | Michael Berrer Rainer Schüttler       | Scott Lipsky David Martin             | 7–5, 3–6, [10–8]        |
| 2007                                                        | Philipp Kohlschreiber Mikhail Youzhny | Jan Hájek Jaroslav Levinský           | 6–1, 6–4                |
| 2006                                                        | Andrei Pavel Alexander Waske          | Alexander Peya Björn Phau             | 6–4, 6–2                |
| 2005                                                        | Mario Ančić Julian Knowle             | Florian Mayer Alexander Waske         | 6–3, 1–6, 6–3           |
| 2004                                                        | James Blake Mark Merklein             | Julian Knowle Nenad Zimonjić          | 6–2, 6–4                |
| 2003                                                        | Wayne Black Kevin Ullyett             | Joshua Eagle Jared Palmer             | 6–3, 7–5                |
| 2002                                                        | Petr Luxa Radek Štěpánek              | Petr Pála Pavel Vízner                | 6–0, 6–7, [11–9]        |
| 2001                                                        | Petr Luxa Radek Štěpánek              | Jaime Oncins Daniel Orsanic           | 5–7, 6–2, 7–6           |
| 2000                                                        | David Adams John-Laffnie De Jager     | Max Mirnyi Nenad Zimonjić             | 6–4, 6–4                |
| 1999                                                        | Daniel Orsanic Mariano Puerta         | Massimo Bertolini Cristian Brandi     | 7–6, 3–6, 7–6           |
| 1998                                                        | Todd Woodbridge Mark Woodforde        | Joshua Eagle Andrew Florent           | 6–0, 6–3                |
| 1997                                                        | Pablo Albano Alex Corretja            | Karsten Braasch Jens Knippschild      | 3–6, 7–5, 6–2           |
| 1996                                                        | Lan Bale Stephen Noteboom             | Olivier Delaître Diego Nargiso        | 4–6, 7–6, 6–4           |
| 1995                                                        | Trevor Kronemann David Macpherson     | Luis Lobo Javier Sánchez              | 6–3, 6–4                |
| 1994                                                        | Yevgeny Kafelnikov David Rikl         | Boris Becker Petr Korda               | 7–6, 7–5                |
| 1993                                                        | Martin Damm Henrik Holm               | Karel Nováček Carl-Uwe Steeb          | 6–0, 3–6, 7–5           |
| 1992                                                        | David Adams Menno Oosting             | Carl Limberger Tomas Anzari           | 3–6, 7–5, 6–3           |
| 1991                                                        | Patrick Galbraith Todd Witsken        | Anders Järryd Danie Visser            | 7–5, 6–4                |
| 1990                                                        | Udo Riglewski Michael Stich           | Petr Korda Tomáš Šmíd                 | 6–1, 6–4                |
| 1989                                                        | Javier Sánchez Balázs Taróczy         | Peter Doohan Laurie Warder            | 7–6, 6–3                |
| 1988                                                        | Rick Leach Jim Pugh                   | Alberto Mancini Christian Miniussi    | 7–6, 6–1                |
| 1987                                                        | Jim Pugh Blaine Willenborg            | Sergio Casal Emilio Sánchez           | 7–6, 4–6, 6–4           |
| 1986                                                        | Sergio Casal Emilio Sánchez           | Broderick Dyke Wally Masur            | 6–3, 4–6, 6–3           |
| 1985                                                        | Mark Edmondson Kim Warwick            | Sergio Casal Emilio Sánchez           | 4–6, 7–5, 7–5           |
| 1984                                                        | Boris Becker Wojtek Fibak             | Eric Fromm Florin Segărceanu          | 6–4, 4–6, 6–1           |
| 1983                                                        | Chris Lewis Pavel Složil              | Anders Järryd Tomáš Šmíd              | 6–4, 6–2                |
| 1982                                                        | Chip Hooper Mel Purcell               | Tian Viljoen Danie Visser             | 6–4, 7–6                |
| 1981                                                        | David Carter Paul Kronk               | Eric Fromm Shlomo Glickstein          | 6–3, 6–4                |
| 1980                                                        | Heinz Günthardt Bob Hewitt            | David Carter Chris Lewis              | 7–6, 6–1                |
| 1979                                                        | Wojtek Fibak Tom Okker                | Jürgen Fassbender Jean-Louis Haillet  | 7–6, 7–5                |
| 1978                                                        | Ion Ţiriac Guillermo Vilas            | Jürgen Fassbender Tom Okker           | 3–6, 6–4, 7–6           |
| 1977                                                        | Frantisek Pala Balázs Taróczy         | Nikki Spear John Whitlinger           | 6–3, 6–4                |
| 1976                                                        | Juan Gisbert Manuel Orantes           | Jürgen Fassbender Hans-Jürgen Pohmann | 1–6, 6–3, 6–2, 2–3, ab. |
| 1975                                                        | Wojtek Fibak Jan Kodeš                | Milan Holecek Karl Meiler             | 7–5, 6–3                |
| 1974                                                        | Antonio Muñoz Manuel Orantes          | Jürgen Fassbender Hans-Jürgen Pohmann | 2–6, 6–4, 7–6, 6–2      |